# Девиантное поведение на рабочем месте
Девиантное поведение на рабочем месте — понятие групповой психологии, причинение вреда организации на своём рабочем месте. Эта концепция стала важнейшим компонентом в области организационной коммуникации. Девиантное поведение на рабочем месте можно рассматривать как добровольное поведение, нарушающее установленные нормы и тем самым угрожающее благополучию организации.

## Причины

### Психологический контракт
Сотрудники склонны заключать психологические контракты со своими организациями, формируя определённые ожидания относительно своего рабочего мест. Когда ожидания не оправдываются, работник может расценить это как психологическое нарушение контракта со стороны работодателя. Такое «нарушение» психологического контракта впоследствии влечет за собой потенциальные проблемы.
Если работник считает, что в организации с ним обращаются ненадлежащим образом, он может прибегать к неподобающему поведению (или выходкам) в качестве способа отомстить своей организации. Девиантное поведение на рабочем месте можно рассматривать как форму негативной взаимности (ответ отрицательным отношением на отрицательное отношение). Принцип «око за око» некоторые сотрудники считают подходящим подходом к решению своей проблемы. Решающее значение для понимания девиантного поведения сотрудников имеет понятие несправедливости, независимо от того, имела ли она место на самом деле.

### Надзор
Оскорбительный надзор определяется как «восприятие подчиненными степени, в которой их начальники постоянно демонстрируют враждебное вербальное и невербальное поведение».
Виды враждебного поведения руководителей по отношению к сотрудникам:
- высмеивание
- игнорирование
- напоминание о прошлых неудачах
- не воздавание должного
- несправедливое возложение вины
- взрывы приступов гнева.

Может показаться, что сотрудники, подвергающиеся насилию со стороны своего руководителя, либо примут ответные меры, либо уволятся, но на самом деле многие из них наносят удар своему работодателю, допуская девиантное поведение в организации. Поскольку сотрудники контролируют многие ресурсы организации, они часто используют или злоупотребляют всем, чем могут.
Злоупотребление ресурсами может проявляться:
- в растрачивании времени
- растрачивании и порче офисных принадлежностей
- порче сырья, готовой продукции или услуг, которые они предоставляют.

Обычно это происходит в два этапа:
- разрушение приверженности и прекращение заботы сотрудников о благополучии работодателя
- пострадавший сотрудник получает одобрение (обычно подразумеваемое) от своих коллег на совершение девиантных действий.

Опыт, полученный на рабочем месте, может подтолкнуть работника к неадекватному поведению.
Основными предпосылками девиантного поведения сотрудников являются:
- разочарование
- несправедливость
- угрозы.

Ощущение неуважения является одной из основных причин девиаций на рабочем месте. Неудовлетворенность рабочим местом также является одним из факторов, и она приводит к более высокому уровню мелких правонарушений, но не обязательно приводит к серьёзным правонарушениям. Неудовлетворённость приводит к снижению производительности сотрудника, чьи потребности не удовлетворяются.
Превентивные меры, которые владельцы бизнеса могут использовать для своей защиты:
- укрепление приверженности сотрудника (решительная реакция на оскорбительное поведение руководства, чтобы сотрудник знал, что такое поведение недопустимо)
- уважительное отношение к сотрудникам путём напоминания им об их значимости
- создание программ заботы о сотрудниках
- позитивный этический климат (чёткий кодекс поведения, который в равной степени применяется как к менеджерам, так и к сотрудникам).

## Типы
Межличностные и организационные отклонения — это две формы девиантного поведения на рабочем месте.
Отклонения на рабочем месте могут быть:
- незначительные или экстремальные
- ненасильственные или агрессивные.

### Межличностные отклонения
Межличностные отклонения— девиантное поведение, которое «направлено против конкретных заинтересованных лиц, таких как коллеги».
Формы межличностной девиации сотрудников:
- сплетни о коллегах
- возложение вины на коллег.

Считается, что эти незначительные (но нездоровые) формы поведения, направленные на других, возникают из-за того, что некоторые сотрудники испытывают «чувство превосходства, часто связанное с эксплуатацией». Другими словами, они чувствуют необходимость вести себя плохо, чтобы это принесло им пользу.

### Организационное отклонение
Организационная девиация — девиантное поведение, обычно направленное непосредственно на организацию.
Организационные отклонения могут быть:
- производственными
- имущественными.

Ненормативное поведение на рабочем месте может выражаться в опозданиях или чрезмерных прогулах. Некоторые исследователи называют такое поведение «поведением отчуждения… такое поведение позволяет сотрудникам физически и эмоционально отстраняться от организации».

### Молчание
Молчание сотрудников — поведение, когда «сотрудник намеренно или ненамеренно скрывает какую-либо информацию, которая может быть полезна для организации».
Молчание сотрудников относится как к межличностным, так и к организационным отклонениям. Если сотрудник не раскрывает важную информацию, это отрицательно сказывается на эффективности работы организации из-за плохой коммуникации.

### Предательство
Предательство коллег в той или иной степени имеет место на многих рабочих местах. Сотрудники совершает какие-либо действия в отношении других сотрудников с целью получения преимущества для себя.
Стратегии предательства:
- нечестность
- обвинение (или ложное обвинение)
- дискредитация других
- присвоение себе заслуг чужой работы.

Мотивы предательства:
- пренебрежение правами других в пользу собственной выгоды
- управление собственным имиджем
- месть
- ревность
- личные мотивы.

### Кибер-безделье
Технологии становятся все более значимой частью трудовой жизни людей, и появляются новые формы девиантного поведения на рабочем месте. «Кибербезделье» стало для сотрудников ещё одним способом избежать выполнения текущих задач.
Виды кибербезделья на рабочем месте:
- просмотр веб-страниц
- выполнение не связанных с работой задач в Интернете (общение в социальных сетях, онлайн-покупки и другое).

### Производственные отклонения
Производственные отклонения—все виды девиантного поведения, оказывающие негативное влияние на общую производительность организации. Производственное отклонение — это «поведение, нарушающее формально предписанные организационные нормы в отношении минимального качества и количества работы, которая должна быть выполнена в рамках должностной инструкции».

### Имущественные девиации
Нарушение правил пользования имуществом — это «когда сотрудники либо повреждают, либо приобретают материальные активы… без разрешения». Является более серьёзным случаем девиантного поведения, наносящего вред организации. Этот тип отклонений обычно подразумевает кражу, но может включать в себя «саботаж, преднамеренные ошибки в работе, нецелевое использование счетов расходов» и другое.
Девиантное поведение может быть гораздо более экстремальным и включать сексуальные домогательства и даже насилие. Все эти девиантные формы поведения создают проблемы для организации. Организациям дорого платить сотрудникам, которые работают неэффективно.

## Решение проблемы
Отношения сотрудников с организацией имеют решающее значение, поскольку они могут играть важную роль в развитии отклонений на рабочем месте. Руководители, менеджеры и организации, возможно, не намерены оскорблять своих сотрудников, но те могут воспринять их как делающих это.
Организационная справедливость и организационный климат также имеют решающее значение. 
Категории организационной справедливости:
- Процедурная справедливость касается того, как был осуществлен процесс принятия решений.
- распределительная справедливость учитывает фактическое решение.
- Интерактивная справедливость подразумевает межличностные отношения и чувство справедливости, которые сотрудники испытывают по отношению к руководителям и другим авторитетным лицам в организации.

Процессуальная справедливость (в сочетании с интерактивной справедливостью) снижает девиантное поведение на рабочем месте. Сотрудники, с которыми консультируются (и которым предоставляется возможность участвовать в процессах принятия решений в своей организации), менее склонны к негативным действиям, поскольку их голоса ценятся.
Ответственность за соблюдение норм, которых организация желает придерживаться, лежит на менеджерах и организации; задача организации — создание этического климата. Если в организации есть авторитетные лица, демонстрирующие свои этические ценности, создается более здоровая рабочая среда. «Исследования показали, что поведение менеджеров влияет на принятие этических решений сотрудниками». Сотрудники, которые считают, что к ним относятся с уважением и ценят их, менее склонны к нарушениям на рабочем месте.